# Synowie mafii
Synowie mafii (ang. Knockaround Guys) – amerykański film sensacyjny z 2001 roku oparty na scenariuszu i reżyserii Briana Koppelmana i Davida Leviena. Wyprodukowany przez New Line Cinema.
Premiera filmu miała miejsce 8 września 2001 roku podczas Międzynarodowego Festiwalu Filmowego w Oldenburgu. Trzynaście miesięcy później premiera filmu odbyła się 11 października 2002 roku w Stanach Zjednoczonych.

## Opis fabuły
Matty Demaret (Barry Pepper), syn gangstera z Brooklynu, kiedyś został uznany za tchórza. Teraz jego wuj Teddy (John Malkovich) daje mu szansę na odzyskanie honoru. Razem z trzema przyjaciółmi ma przewieźć przez całą Amerykę pieniądze mafii. Gdy szeryf przejmuje gotówkę, młodzi mafiosi ruszają za nim w pogoń.

## Obsada
- Barry Pepper jako Matty Demaret
- Andrew Davoli jako Chris Scarpa
- Seth Green jako Johnny Marbles
- Vin Diesel jako Taylor Reese
- John Malkovich jako Teddy Deserve
- Arthur Nascarella jako Billy Clueless
- Tom Noonan jako szeryf Stan Decker
- Nicholas Pasco jako Freddy the Watch
- Shawn Doyle jako szeryf Donny Ward
- Kevin Gage jako Gordon Brucker
- Dennis Hopper jako Benny "Chains" Demaret
- Andrew Francis jako trzynastoletni Matty
- Kris Lemche jako Decker
- Dov Tiefenbach jako Teeze
- Catherine Fitch jako Louise
- Ceciley Jenkins jako Claire
- Jennifer Baxter jako Terri
- Josh Mostel jako Mac McCreadle
- Mike Starr jako Bobby Boulevard

i inni